# 演習場
演習場（えんしゅうじょう）は、主に陸軍（日本においては陸上自衛隊）が行う軍事訓練を行うために設置された広大な敷地のことである。

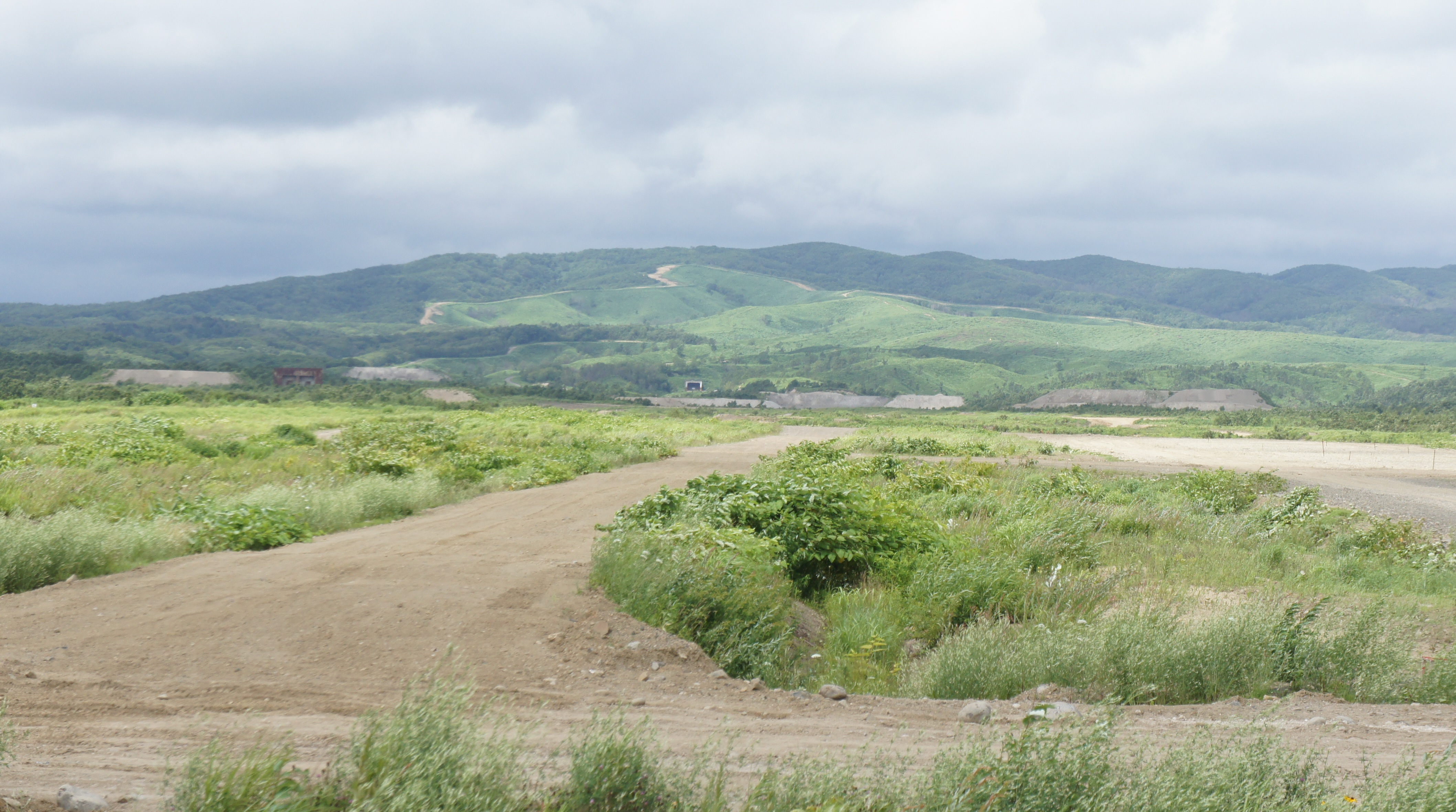
本州に所在する演習場内射撃場の一例。中央の四角い構造物は徹甲弾ドーム、赤茶けた色の構造物は停弾堤、土盛りは弾を受け止めるバックストップ、後方の樹木が無い地域は弾着地であるとの事

## 概要
陸上自衛隊における演習場は主に民家等が少ない山間部に設けられることが多く、小銃射撃や対戦車ミサイル・迫撃砲・榴弾砲等の射撃も行われる。広大な敷地を持つ演習場は主に北海道に集中している。
比較的小規模の演習場（民家等に隣接している場合が多い）は分隊・班～小隊・中隊規模の訓練を行うことが多く、実弾射撃は殆ど行われない（空包射撃のみ自治体と協定を結び限られた時間帯のみ行われる場合もある）。
演習場内には各要所毎に名前がつけられており、主に周辺地域の名称を元にした○○の台や標高を元にした□□高地と呼ばれる区域がある。

## 施設

### 廠舎・宿営地
演習場内には廠舎や宿営地と呼ばれる宿営場所があり、このうち廠舎に関してはコンクリート若しくは木材による施設が建設されており、内部はベッド・マットレス等の寝具の他にはトイレや風呂場・炊事場所等が設けられている。一般的な宿営地に関しては広場程度のものであり、条件の良い宿営地はトイレや水場等の施設がある場合もある。

### 戦闘射場
小銃火器等を用いて戦闘する戦場の環境に出来るだけ近づけた施設であり、幅300m奥行き600m程の敷地内には堆土と呼ばれる隊員が隠れるための盛り土の他にホップアップ的を設置する土台やバックストップと呼ばれる小銃弾等を受け止める十数メータの高さを持つ盛り土などが設けられている。戦闘射場の後方には弾着地が設けられており、迫撃砲の着弾現況を示すこともある。小隊規模での戦闘訓練や、狙撃訓練・無反動砲等の縮射弾射撃等にも使用されている。一部の演習場には実弾下戦闘訓練場を併設している場所もある。

### 射場
主に対戦車誘導弾・無反動砲・榴弾砲等の射撃に用いられており、発射機が固定しやすいよう予め陣地の構築や後方爆風の障害がないよう障害物除去と極力地面が平らな場所に選定されており、無反動砲や対戦車誘導弾の射場は弾着地が目視で確認出来る位置に設けられていることが多い。特科部隊に関しては縮射弾の射撃が容易に出来るよう「トレーナー射場」と呼ばれる射場が通常の射場とは別に設けられている演習場もあり（上富良野演習場、然別演習場等）、また射場周囲は射撃時に人員や車両の進入が出来ないよう封鎖するポイントが数カ所設けられている。また北海道大演習場島松地区戦車専用射場等戦車が主に使用する射場には予め高さ30m奥行き20m程の大きさのコンクリート建造物で出来た徹甲弾ドームと呼ばれる標的施設たるバックストップが設けられており、戦車の実弾射撃に使用される。

### 弾着地
主に普通科の迫撃砲・対戦車部隊のミサイル・特科部隊等砲迫や誘導弾の射撃訓練等の実弾射撃の標的地として使用されており、周囲は防火帯を設けて火災防止の処置がされた草木が生えていない場所を主に選定して使用している。弾着地にはバックストップと呼ばれる跳弾防止の施設や十数m程の高さの堆土が設けられている。

### 移動標的
移動標的は主に弾着地に設けられている標的施設であり、モーター駆動やエンジン駆動による射撃目標が移動している状況を現況する施設である。対戦車ミサイルはベニヤ板やネット等に戦車標的を設置して左右100メートル程度に動くようにセットしており、戦車の射撃用に設けた移動標的の中には不要決定した戦車等を外部からのリモコン操作で駆動するようにした例もある。

### 小銃射撃場
主に小銃射撃等で使用しており、25・50・100・200・300mの距離に応じた射座が設けられており、跳弾防止の観点から山奥等の演習場・訓練場に隣接する形で設けられている。小銃だけでなく機関銃や拳銃の射撃訓練にも使用されており、師団司令部等近辺の射撃場は現在自動採点装置等を使用する近代的な射撃場になっている例が多い。自動採点装置が設置されていない射撃場では、「監的壕」と呼ばれる壕に勤務員が入り、的を操作し採点している例がある。本州など、敷地や周囲が住宅街等射撃場運営に制限がある地域では、コンクリート建造物（自衛隊では覆道という）を設けてその中に屋内射撃場を設けている例があり、特に東京都内等の都市部では演習場まで移動に半日を要する例があるため、小銃実弾射撃場を屋内施設として設置している。

### 市街地訓練場
現実的な戦闘訓練を行なうことができるように、各方面隊に1か所ずつ整備されている。
市街地訓練場は大通りを中心に複数のビルが作られていて、それぞれが銀行や庁舎など実際の建造物に近い構造になっている。
北海道大演習場
東千歳地区内の幅100メートル・奥行300メートル程の敷地に、「銀行」や「マンション」・「スーパーマーケット」・「地下道」などが整備されている。
王城寺原演習場
190m×150mの区画に「ホテル」「銀行」「総合ビル」「スーパーマーケット」を模したプレハブ小屋、マンホールを有する下水道が整備されている。
東富士演習場
2006年3月に完成した約3万平方メートル（縦約150メートル、横約200メートル）の市街地訓練場内には総工費約25億円をかけて整備された。
2本の大きな道路に沿って官公庁舎・テレビ局・学校・銀行・テナントビル・ホテル・マンション・アパート・レストラン・スーパーを想定した鉄筋コンクリート造りの施設計10棟と管理棟を合わせた計11棟が建ち、ヘリポートや地下鉄などを想定した地下道も設けられている。
- 自治体庁舎をイメージした4階建ての大きなビル（「愛鷹庁舎」と名付けられている）

内部は、中央に大きなホールがあり、その左右方向の廊下に面して部屋が並ぶ。
- 銀行を模した建物（乙女銀行」と名が付けられている）

内部も銀行のカウンターのように作られている。（「乙女」とは御殿場から箱根に抜ける乙女峠に由来すると思われる）。
饗庭野演習場
霧島演習場

## それぞれの演習場に関する詳細
陸上自衛隊の演習場に関する詳細は陸上自衛隊の演習場一覧を参照。